# St. Peter und Paul (Unterleinleiter)

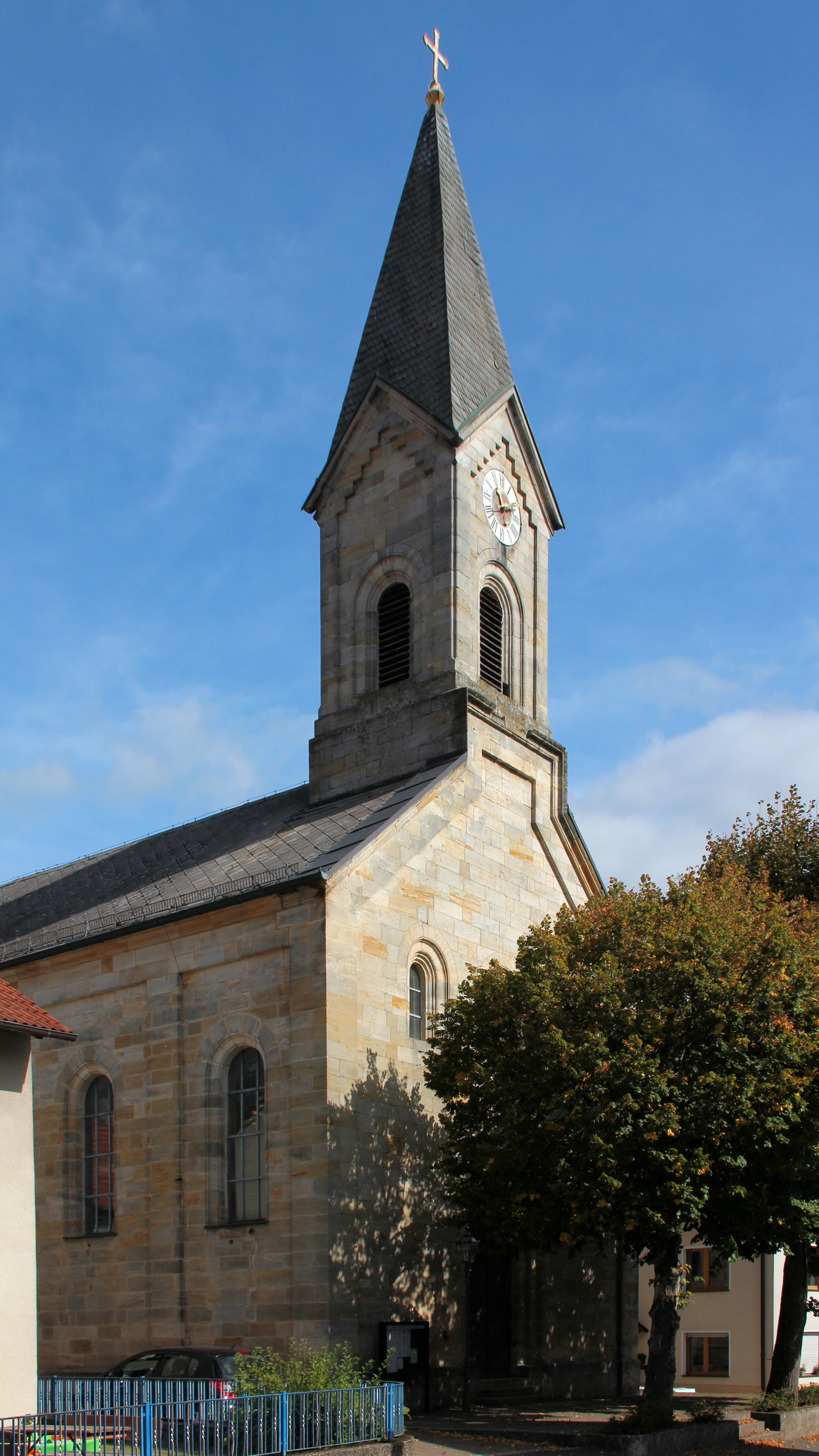
St. Peter und Paul (Unterleinleiter)

Die römisch-katholische, denkmalgeschützte Pfarrkirche St. Peter und Paul steht in Unterleinleiter, einer Gemeinde im Landkreis Forchheim (Oberfranken, Bayern). Die Pfarrkirche ist unter der Denkmalnummer D-4-74-168-5 als Baudenkmal in der Bayerischen Denkmalliste eingetragen. Die Kirchengemeinde gehört zum Seelsorgebereich Fränkische Schweiz im Dekanat Forchheim des Erzbistums Bamberg.

## Beschreibung
Die spätklassizistische Saalkirche aus Quadermauerwerk wurde 1841/42 erbaut. Ihr Langhaus hat im Norden einen eingezogenen, dreiseitig geschlossenen Chor. Aus dem Satteldach des Langhauses erhebt sich im Süden ein Dachturm über quadratischem Grundriss, der die Turmuhr und den Glockenstuhl beherbergt, und mit einem schiefergedeckten, achtseitigen, spitzen Helm bedeckt ist. 
Zur Kirchenausstattung gehört ein neugotischer Hochaltar, der 1851 vom Heilig-Geist-Spital in Nürnberg erworben wurde. Die Altarretabel der Seitenaltäre, die den Chorbogen flankieren, hat Oswald Onghers um 1700 bemalt. Der Volksaltar mit den Reliquien des Amandus und des Theodor an seinem Fuß wurde 2002 aufgestellt.
Die 1915 von G. F. Steinmeyer & Co. gebaute Orgel mit neun Registern und zwei Manualen wurde 1975 abgebaut.